# Władysław Piątkowski (żołnierz)

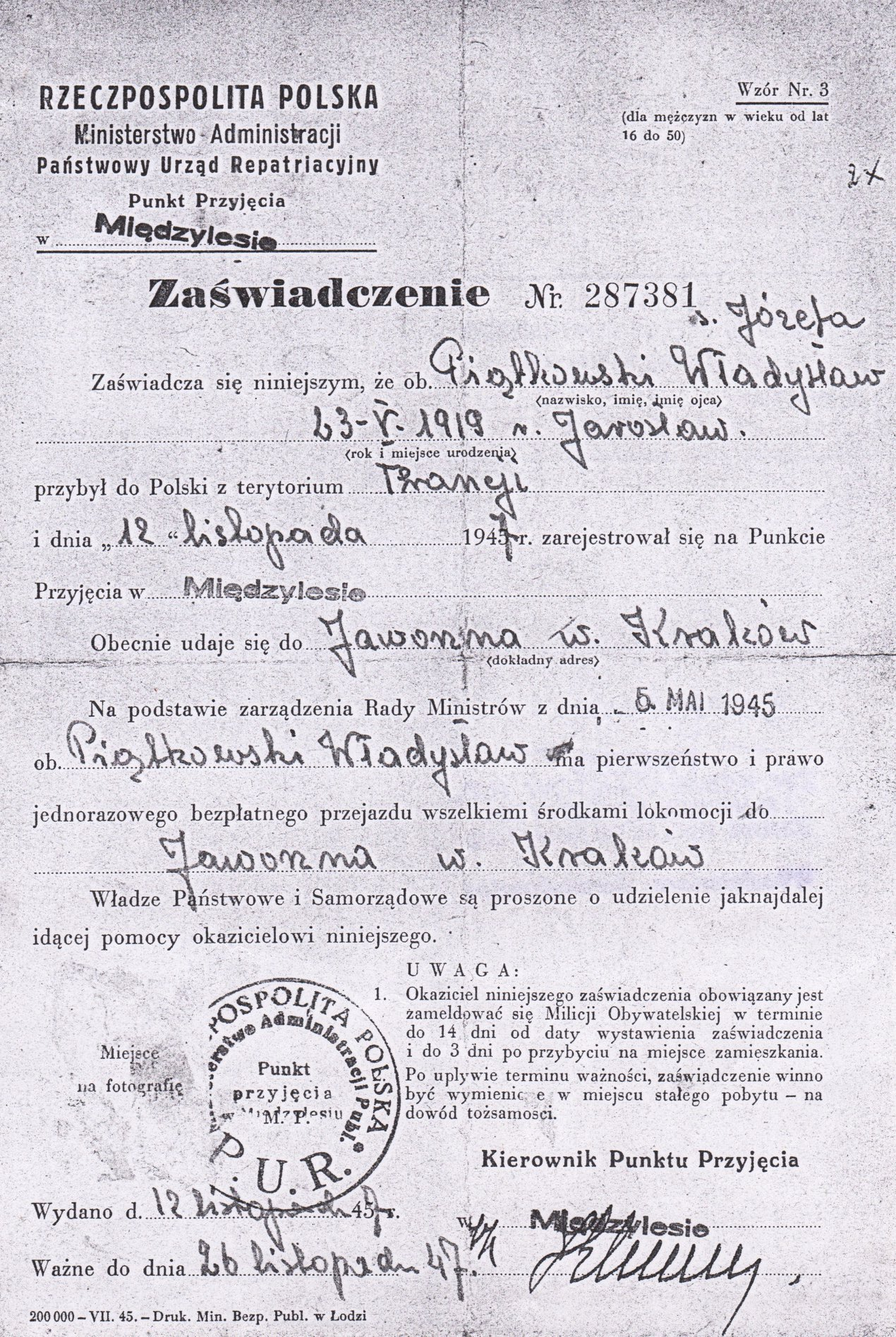
Zaświadczenie o przekroczeniu granicy

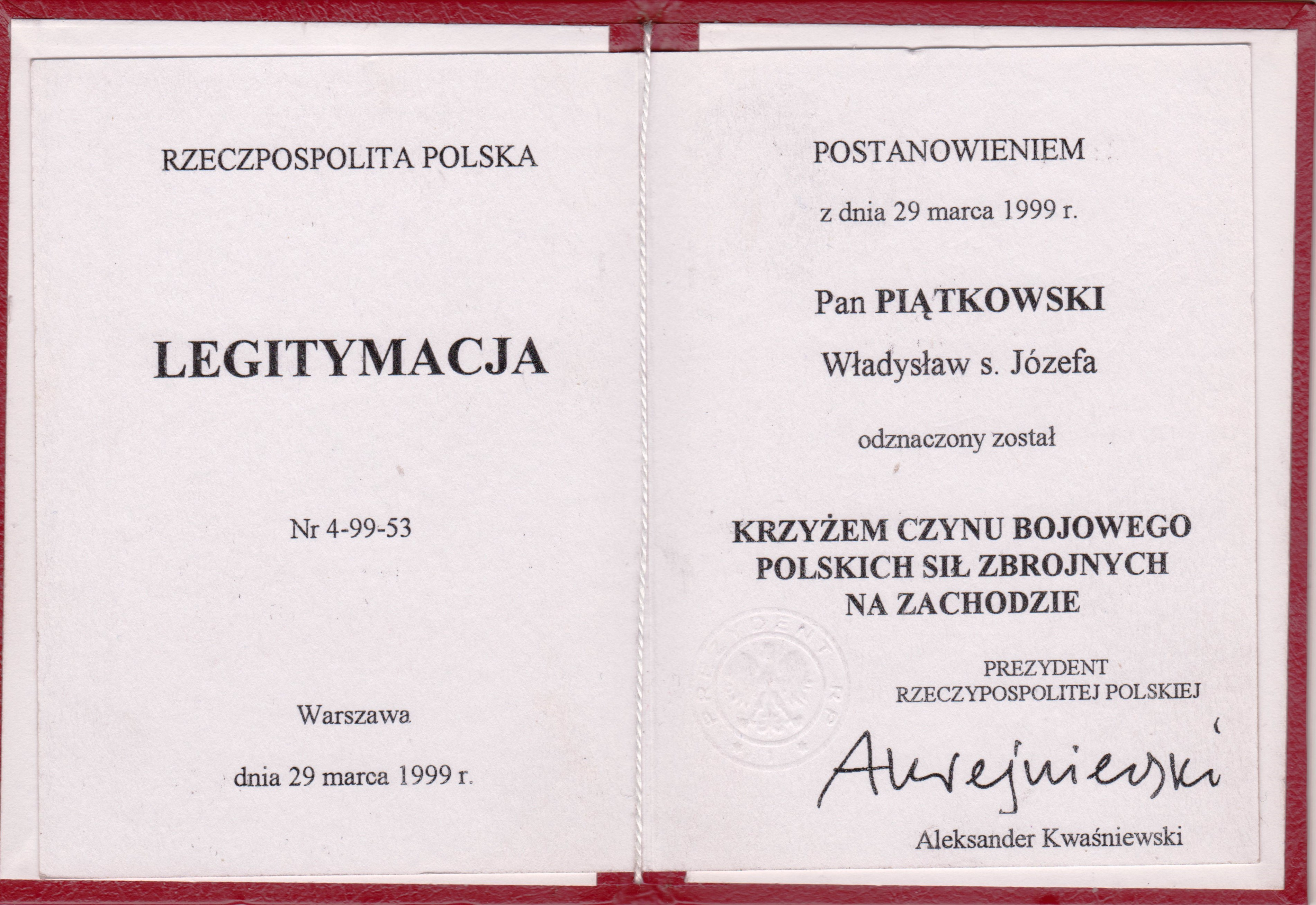
Legitymacja Krzyża Czynu Bojowego Polskich Sił Zbrojnych na Zachodzie.

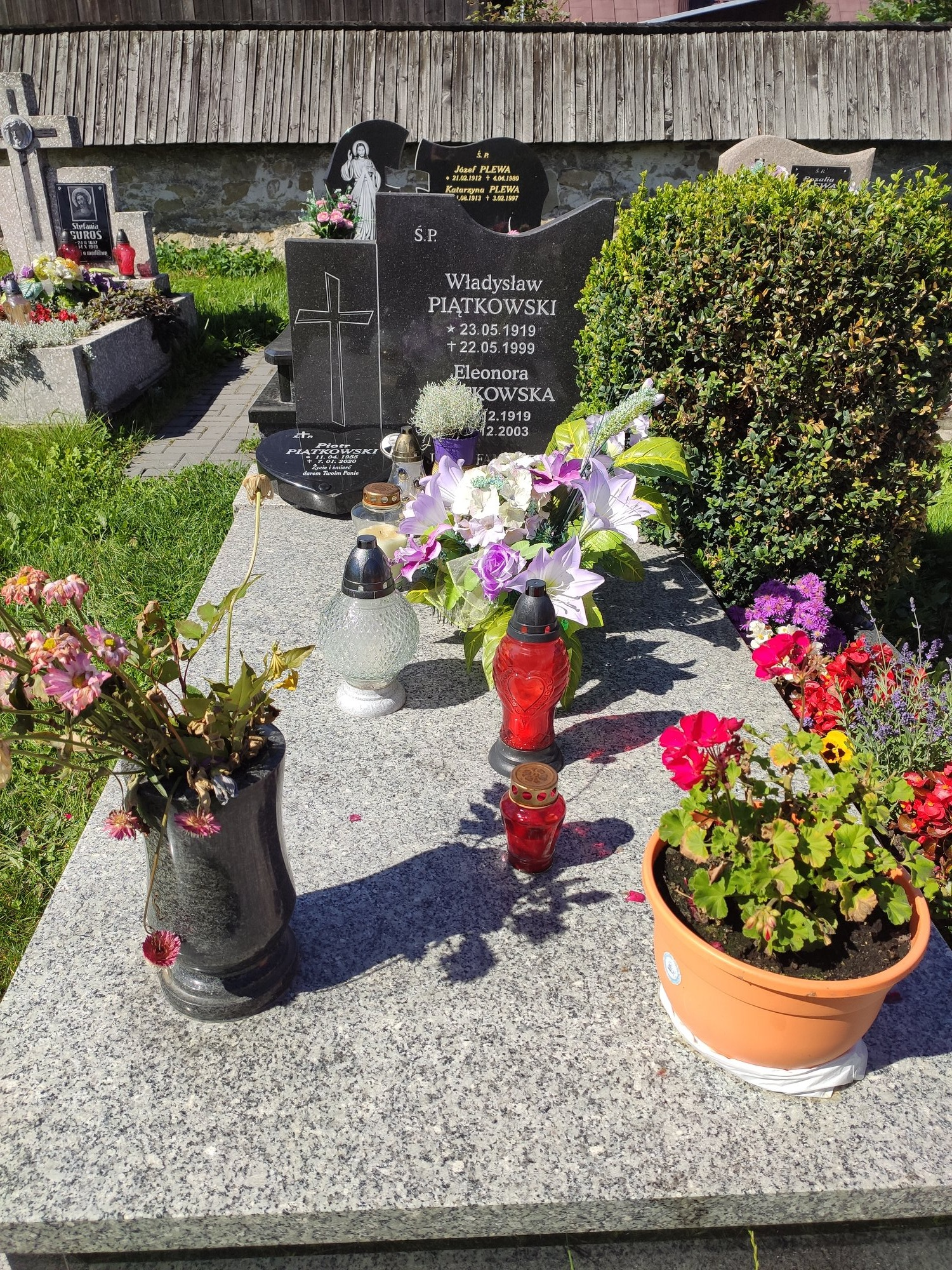
Grób Wł. Piątkowskiego na cmentarzu w Harklowej

Władysław Piątkowski (ur. 23 maja 1919 w Jarosławiu, zm. 19 maja 1999 w Harklowej) – żołnierz Wojska Polskiego, Polskich Sił Zbrojnych oraz francuskiego ruchu oporu.

## Dzieciństwo i młodość
Urodził się w rodzinie Józefa i Franciszki Januszewskiej, do szkół podstawowych uczęszczał w Świętoniowej k. Przeworska, Jarosławiu i Jaworznie. Egzamin dojrzałości zdał w czerwcu 1937 roku w Gimnazjum w Chrzanowie. 30 września 1938 roku został powołany do wojska oraz skierowany na Dywizyjny Kurs Podchorążych Rezerwy przy 20 pułku piechoty w Krakowie. W czerwcu 1939 zgłosił się do Szkoły Podchorążych Piechoty w Komorowie – Ostrowi Mazowieckiej. W lipcu 1939 odbył szkolenie w 12 pułku piechoty Ziemi Wadowickiej. Od 23 sierpnia do 1 września 1939 brał udział w pracach mobilizacyjnych na terenie Wadowic.

## Udział w kampanii wrześniowej i walki we Francji
W kampanii wrześniowej walczył na linii frontu Wadowice – Tarnobrzeg – Jarosław – Rawa Ruska – Tarnopol – Stanisławów. 23 września w Delatynie przekroczył granice polsko – węgierską z zamiarem przedostania się do Francji. Został internowany, przebywał w obozie w Nagycenku z którego zbiegł w marcu 1940 z grupą Polaków. Przedostali się przez granicę węgiersko – jugosłowiańską do Splitu, skąd odpłynęli do Francji na pokładzie polskiego statku „Warszawa”. Do Marsylii przybył 17 kwietnia 1940.
23 kwietnia 1940 zgłosił się do Wojska Polskiego w Coëtquidan, skierowano go na front w Aisne, gdzie walcząc w ramach korpusu piechoty kolonialnej był dowódcą działka przeciwpancernego. 13 czerwca został ranny pod Châteauroux, do połowy sierpnia 1940 przebywał w szpitalach w Châteauroux, Orléans i Agen, następnie przebywał w obozie dla Polaków w Caylus.
4 września 1940 został zwolniony ze służby i wyjechał do Grenoble na studia związane z papiernictwem. Tam też w styczniu 1941 rozpoczął kurs języka francuskiego. W czerwcu 1941 wyjechał do La Frette, gdzie rozpoczął pracę na roli u Audre Durbeta.
11 lipca 1942 poślubił Eleonorę Zavallone (ur. 25 grudnia 1919 w Montricher – Albanne, zm. w grudniu 2003 w Harklowej).
Pracował w garbarni futer u Guya Reala, który był również dowódcą lokalnego oddziału partyzanckiego Francuskiego Ruchu Oporu. W jego oddziale walczył od 1943 do wyzwolenia Francji. Mieszkał we Francji do 1947 roku.

## Powrót do Polski
12 listopada 1947 roku powrócił z żoną do Polski, przekraczając granicę w Międzylesiu. Podejmował się dorywczych prac w kilku biurach, od 18 września 1948 roku pracował jako nauczyciel kontraktowy w Rabie Wyżnej. 1 grudnia 1950 rozpoczął pracę na stanowisku kierownika Szkoły Podstawowej w Harklowej, którą kierował do wakacji 1979 roku, kiedy przeszedł na emeryturę.
Od początku 1968 roku do likwidacji gminy Łopuszna 1 czerwca 1975 roku, dowodził Terenowym Oddziałem Samoobrony. Przez długie lata pełnił funkcję kierownika Biblioteki Publicznej w Harklowej. Z własnej inicjatywy dowoził książki do Szlembarku, gdzie organizował akcje czytania książek dla dzieci.
Należał do Związku Nauczycielstwa Polskiego. Od 30 grudnia 1982 roku był członkiem zwyczajnym Związku Bojowników o Wolność i Demokrację i Związku Kombatantów RP i Byłych Więźniów Politycznych w Nowym Targu. Zmarł 19 maja 1999 roku w Harklowej, pochowany został na miejscowym cmentarzu.

## Odznaczenia
- Krzyż Kawalerski Orderu Odrodzenia Polski (leg. nr 2658-84-91 z dnia 19.09.1984 r.),
- Złoty Krzyż Zasługi (leg. nr 760-77-69 z dn. 15.09.1977 r.),
- Krzyż Czynu Bojowego Polskich Sił Zbrojnych na Zachodzie (leg. nr 4-99-53 z dn. 29.03.1999 r.),
- Medal „Za udział w wojnie obronnej 1939” (postanowienie Prezydenta RP nr 0-116-27-89 z dn. 30.08.1989)[4]
- Medal 40-lecia Polski Ludowej (leg. nr 139/17/84/14 z dn. 22.07.1984 r.),
- Srebrna Odznaka „Zasłużony Działacz LOK” (leg. nr 21/76 z dn. 2.05.1976 r.)
- Złota Odznaka ZNP
- Złota Odznaka Ludowych Zespołów Sportowych,
- Odznaka „Weteran Walk o Wolność i Niepodległość Ojczyzny” (19.03.1997 r.)

## Awanse
- Kapral – luty 1939 r.,
- Kapral Podchorąży – wrzesień 1939 r.,
- Starszy Kapral rezerwy – 12 października 1968 r.,
- Podporucznik rezerwy